# Первомайська сільська рада (Благоварський район)
Первома́йська сільська рада (рос. Первомайский сельский совет) — муніципальне утворення у складі Благоварського району Башкортостану, Росія. Адміністративний центр — село Первомайський.
Станом на 2002 рік існували Первомайська сільська рада (селище Первомайський) та Саннинська сільська рада (село Старі Санни, присілок Покровка 2-а, Староамірово).

## Населення
Населення — 1246 осіб (2019, 1410 у 2010, 1389 у 2002).

## Склад
До складу поселення входять такі населені пункти:
| Населений пункт        | Населення, осіб (2002) | Населення, осіб (2010) |
| ---------------------- | ---------------------- | ---------------------- |
| Первомайський, село    | 955                    | 970                    |
| Покровка 2-а, присілок | 72                     | 6                      |
| Старі Санни, село      | 345                    | 417                    |
| Староамірово, присілок | 17                     | 17                     |